# Моралес, Дэвид
Дэвид Моралес (англ. David Morales; 21 августа 1962, Нью-Йорк) — американский хаус-диджей, музыкант и продюсер пуэрто-риканского происхождения. Обладатель премии Грэмми. Помимо своей диджейской и продюсерской работы, Моралес известен тем, что делает большое количество ремиксов на песни известных поп-исполнителей.

## Карьера

### Музыкальный продюсер
Творчество Дэвида Моралеса в качестве продюсера хаус-музыки началось в 1993 году выпуском альбома «The Program». Диск вышел на лейбле Phonogram Records. Трек «Gimme Luv (Eenie Meenie Miny Mo)» стал самым успешным на этом альбоме. После своего дебютного релиза, Моралес записывает ещё несколько работ. Однако сосредотачивается он не на построении карьеры (хотя имеет к этому все предпосылки, став одним из первых диджеев имеющих мировое признание и статус самого успешного ремикшера), а на сотрудничестве с известными музыкантами. В 1998 году используя имя David Morales presents The Face, он выпустил свой самый большой на сегодняшний день хит «Needin' U». В треке были использованы семплы, взятые из песни «My First Mistake» чикагского коллектива The Chi-Lites и «Let Me Down Easy» от Rare Pleasure’s. Запись в одночасье стала классической и вывела Моралес в число мейнстримовых музыкантов.
На волне этого успеха в 2000 году Дэвид Моралес записывает свой следующий трек «Higher», сопродюсером которого становится Albert Cabrera, а вокальную партию в нём исполняет Deanna Della Cioppa. В ноябре 2004 года после 11-летнего перерыва он выпускает свой второй альбом «2 Worlds Collide». На этот раз диск вышел на лейбле Data Records, принадлежащем Ministry of Sound. Альбом напоминает по звучанию ранние записи в стиле хаус, смешанные с современными музыкальными течениями. Релиз содержит ещё один большой хит «How Would U Feel», на котором можно услышать голос певицы Lea-Lorien. В дополнении к своей работе в качестве музыканта, Дэвид Моралес является частью продюсерского коллектива Def Mix, куда помимо него входят такие известные диджеи, как Фрэнки Наклз (англ. Frankie Knuckles) и Сатоси Томииэ (англ. Satoshi Tomiie). Вместе они занимаются выпуском своих собственных треков и изготовлением ремиксов.

### Ремикшер
Начиная с 1986 года, Дэвид Моралес становится, возможно, одним из самых востребованных ремикшеров хаус-эпохи. Он работает со звёздами первой величины — Мадонной, Кайли Миноуг, Уитни Хьюстон, Майклом Джексоном, Джанет Джексон, U2, Лютером Вандроссом, Аретой Франклин, Дайаной Росс, Джоселин Браун, Spice Girls и многими другими. Старания диджея не остаются не отмеченными. Дэвид Моралес удостаивается признания влиятельного музыкального издания Billboard и награды Dance Music Awards.
Несмотря на то, что Моралес работает со многими известными музыкантами, наиболее тесные и успешные творческие отношения у него сложились с Мэрайей Кэри. Его первой переработкой записи этой певицы стала песня «Dreamlover» (1993), с которой, по мнению многих, и заложилась традиция производства хаус-записей из поп-песен. В 2006 году известный музыкальный журнал Slant называет Def Club mix Дэвида Моралеса на песню «Dreamlover» одним из величайших танцевальных треков всех времён. Моралес работал с Кэри почти на каждом этапе её карьеры. Вслед за «Dreamlover» последовали ремиксы на песни «Fantasy» (1995), «Always Be My Baby» (1996), «Honey» (1997), «My All» (1998), «I Still Believe» (1999), «It's like That» (2005) и «Say Somethin'» (2006). Все они сразу же попадали на первые строчки танцевальных чартов журнала Billboard.
В 1998 году Дэвид Моралес стал обладателем премии Грэмми в номинации «Ремикшер года».

### Диджей-суперзвезда
David Morales, по мнению многих, является одним из первых так называемых диджеев суперзвёзд. Первым, кто разглядел в нём большой потенциал был диджей Ларри Леван. После этого Моралес был приглашён играть в самые известные в конце 1980-х, начале 1990-х ночные клубы Нью-Йорка — The Loft, Paradise Garage и The Sound Factory. Ремиксы Дэвида Моралеса и его собственные работы, помогли ему в развитии карьеры, позволяя выступать в самых известных ночных клубах по всему миру, включая, конечно, и Ministry of Sound в Лондоне. Он становится одним из самых известных диджеев Ивисы, играя в клубе Pacha.
В 90-е Дэвид Моралес играет свои сеты не только в клубах, но ещё и во многих радиошоу. Он также делает диджейские миксы для радиостанций по всему миру и приглашается для записи сборников и компиляций, таких как Ministry of Sound’s Sessions Seven, United DJs of America Volume 4 (в сотрудничестве со своим партнёром по проекту Def Mix Фрэнки Наклзом) и ретроспективной коллекции Mix The Vibe: Past-Present-Future.
Дэвид Моралес — не только известный хаус-диджей, помимо этого, он ещё являлся и владельцем ночного клуба Stereo nightclub в Монреале в Канаде. В нём он был также и диджеем-резидентом, играя 16-ти часовые сеты «La Vie en Stereo» каждую последнюю субботу месяца. В апреле 2006 года Моралес открыл ещё один клуб — Sonic в Торонто, но заведение просуществовало недолго, и через год было закрыто.

## Дискография

### Альбомы
- 1993: The Program
- 2004: 2 Worlds Collide

### Миксованные компиляции
- 1994: United DJs of America, Vol. 4
- 1997: Ministry of Sound: Sessions Seven
- 2003: Mix The Vibe: Past-Present-Future

### Синглы

#### Под именем David Morales
- 2001 «Winners», with Jocelyn Brown
- 2003 «Make It Hot», with DJ Pierre
- 2004 «How Would U Feel», with Lea-Lorién
- 2005 «Feels Good», with Angela Hunte
- 2005 «Here I Am», with Tamra Keenan
- 2006 «Better That U Leave», with Lea-Lorién
- 2006 «How Would U Feel '06», with Lea-Lorién

#### Под названием The Bad Yard Club
все в сотрудничестве со Слаем Данбэром и Генделем Такером
- 1993 «Gimme Luv (Eenie Meeny Miny Mo)», with Papa San
- 1993 «Sunshine», with Stanryck
- 1993 «The Program», with Papa San
- 1993 «Forever Luv», with Anastacia
- 1994 «In De Ghetto», with Delta Bennett
- 1996 «In De Ghetto '96», with Crystal Waters and Delta Bennett

#### Под другими именами
- 1987 «Do It Properly» (as 2 Puerto Ricans, a Blackman and a Dominican, with Ralphi Rosario and Clivilles & Cole)
- 1989 «Scandalous», (as 2 Puerto Ricans, a Blackman and a Dominican, with Ralphi Rosario and Clivilles & Cole)
- 1994 «Congo» (as The Boss)
- 1995 «Philadelphia», (as Brooklyn Friends)
- 1998 «Needin' U», (as David Morales presents The Face)
- 2000 «Higher», (as Moca, with Albert Cabrera and Deanna Della Cioppa)
- 2001 «Needin' U II», (as David Morales presents The Face, with Juliet Roberts)
- 2002 «Siren Of Love», (as 928)
- 2006 «Play», (as Brooklyn Friends)
- 2006 «Keep It Coming», (as The Face, with Nicki Richards)

### Ремиксы
- Alison Limerick — «Where Love Lives»
- Ace of Base — «Living in Danger»
- Alexander O’Neal — «What Is This Thing Called Love?»
- Annie Lennox — «Walking on Broken Glass»
- Aretha Franklin — «A Deeper Love»
- Basement Jaxx — «Bingo Bango»
- Betty Boo — «Catch Me»
- Björk — «Big Time Sensuality»
- Black Sheep — «Strobelite Honey»
- Britney Spears — «Circus»
- The Brand New Heavies — «Never Stop»
- CeCe Peniston — «Finally»
- CeCe Rogers — «All Join Hands»
- Cerrone — «Love In C Minor»
- Chaka Khan — «Life is a Dance»
- The Chimes — «1-2-3»
- Deborah Cox — «It Could’ve Been You»
- Deborah Cox — «Who Do U Love»
- De La Soul — «A Roller Skating Jam Named Saturdays»
- Diana Ross — «Upside Down»
- Electribe 101 — «You’re Walking»
- Enrique Iglesias — «Rhythm Divine»
- Eve Gallagher — «Love Come Down»
- Frankie Knuckles — «Rain Falls»
- Gloria Estefan — «Turn The Beat Around»
- Heavy D & The Boyz — «Now That We Found Love»
- Incognito — «Always There»
- India — «Right From The Start»
- Inner City — «Watcha Gonna Do With My Lovin'»
- Jamiroquai — «Cosmic Girl»
- Jamiroquai — «Space Cowboy»
- Janet Jackson — «Because of Love»
- Jaydee — «Plastic Dreams»
- Jennifer Paige — «Crush»
- Jody Watley — «I’m The One You Need»
- Juliet Roberts — «Free Love»
- Kelis — «Get Along With You»
- Kym Mazelle — «Useless»
- Lara Fabian — «I Will Love Again»
- Lisa Stansfield — «What Did I Do To You?»
- Lisa Fischer — «Save Me»
- Loose Ends — «Love’s Got Me»
- Lucrezia — «Live To Tell»
- Luther Vandross — «Ain’t No Stoppin' Us Now»
- Luther Vandross & Janet Jackson — «The Best Things in Life Are Free»
- M People — «One Night in Heaven»
- Madonna — «Deeper and Deeper»
- Madonna — «Human Nature»
- Mariah Carey — «Always Be My Baby»
- Mariah Carey — «Butterfly»
- Mariah Carey — «Can’t Take That Away» (Mariah’s Theme)
- Mariah Carey — «Dreamlover»
- Mariah Carey — «Fantasy»
- Mariah Carey — «Honey»
- Mariah Carey — «It’s Like That»
- Mariah Carey — «Joy To The World»
- Mariah Carey — «Loverboy»
- Mariah Carey — «My All»
- Mariah Carey — «Say Somethin»
- Mariah Carey — «Touch My Body»
- Masters At Work — «I Can’t Get No Sleep '95»
- Michael Jackson featuring Janet Jackson — «Scream»
- Michael Jackson — «This Time Around»
- Neneh Cherry — «Kisses on the Wind»
- P. M. Dawn — «Gotta Be…Movin' On Up»
- Pet Shop Boys — «I Don’t Know What You Want but I Can’t Give It Any More»
- Pet Shop Boys — «So Hard»
- Reese — «You’re Mine»
- Robert Owens — «I’ll Be Your Friend»
- Robin S. — «I Wanna Thank Ya»
- Sandy B. — «Feel Like Singin'»
- Seal — «Newborn Friend»
- Selena — «I’m Getting Used To You»
- Sheena Easton — «101»
- Soul Shaker featuring CeCe Peniston — Shame, Shame, Shame
- Spice Girls — "Spice Up Your Life
- Spice Girls — «Stop»
- Spice Girls — «Who Do You Think You Are»
- Stevie V (aka The Adventures of Stevie V) — «Dirty Cash (Money Talks)»
- Suzanne Palmer — «Luv 2 Luv»
- Technotronic — «Get Up!»
- Technotronic — «Pump Up The Jam»
- U2 — «Discotheque»
- U2 — «Lemon»
- Ultra Naté — «New Kind of Medicine»
- Whigfield — «Think Of You»
- Whigfield — «Sexy Eyes»
- Whitney Houston — «So Emotional»